# 劳拉·洛佩斯 (花样游泳运动员)
劳拉·洛佩斯·巴列（西班牙語：Laura López Valle，1988年4月24日—），生于巴利亚多利德，西班牙花样游泳运动员。她曾代表西班牙参加2008年夏季奥林匹克运动会花样游泳比赛，获得团体项目银牌。